# Venus vor dem Spiegel
Venus vor dem Spiegel (spanisch La Venus del Espejo, auch bekannt als die Venus von Rokeby) ist ein Gemälde von Diego Velázquez (1599–1660) aus den Jahren 1647–1651, das heute in der National Gallery in London hängt.

## Beschreibung
Velázquez stellt Venus ohne weitere Attribute mit dem Rücken zum Betrachter auf einem Bett liegend dar. Sie blickt in einen Spiegel, der von einem geflügelten Wesen, Amor, gehalten wird. Daran wird der göttliche Zusammenhang erkennbar; das im Spiegel dem Betrachter gezeigte Gesicht wird nur mehr verschwommen sichtbar. Die farbliche Komposition beschränkt sich im Wesentlichen auf Abstufungen von Rottönen vor dem Hintergrund verschiedener Grautöne.

### Mögliche Vorbilder

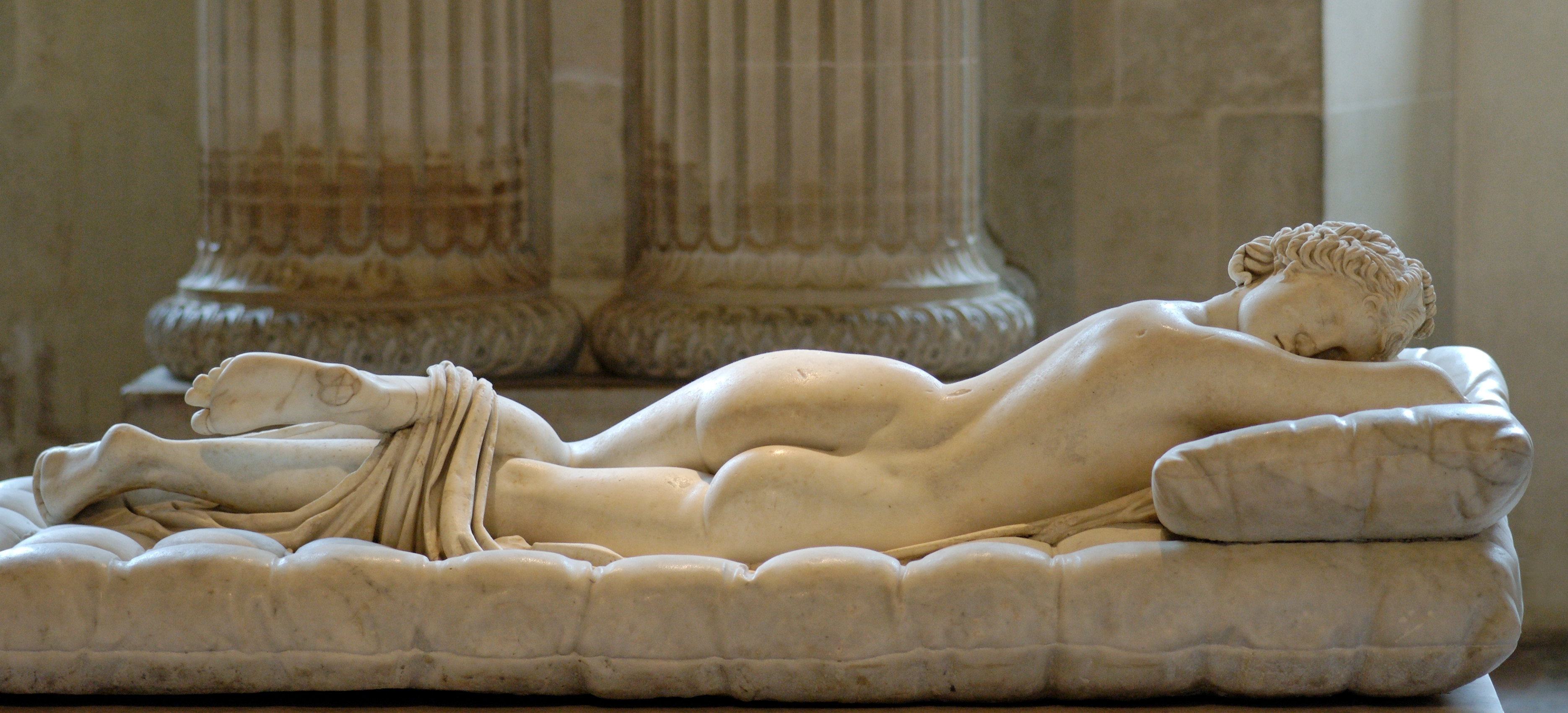
Schlafender Hermaphrodit (Marmorskulptur aus der Villa Borghese, heute im Louvre – für die um 1610 nahe den Diokletiansthermen ausgegrabene antike Figur fertigte Bernini 1620 im Auftrag Borgheses eine Unterlage)

Velázquez’ um 1650 entstandene Darstellung der Venus in Rückenansicht mit Blickreflexion nimmt zwar Bezug auf Rubens’ Venus vor dem Spiegel (ca. 1615), unterscheidet sich aber deutlich durch Merkmale und Haltung des dargestellten Körpers sowie hinsichtlich schmückender Juwelen, einer dienstbaren dunkelhäutigen Zofe und des dort von Cupido gespiegelten klaren Bildes. Hingegen stellt Tizian Venus mit einem Spiegel (ca. 1555) nicht in Rückenansicht dar, und seine wache Venus von Urbino (ca. 1540) wie Giorgiones Schlummernde Venus (ca. 1510) sind wohl Darstellungen nackter Frauen in liegender Position, doch ist deren Körper ebenfalls nicht von hinten zu sehen und ihr Gesicht ist dem Betrachter zugewandt. Ähnlichkeiten bestehen daneben mit der einen schlafenden Hermaphroditen zeigenden Marmorskulptur, die manche Autoren für ein mögliches Vorbild halten.

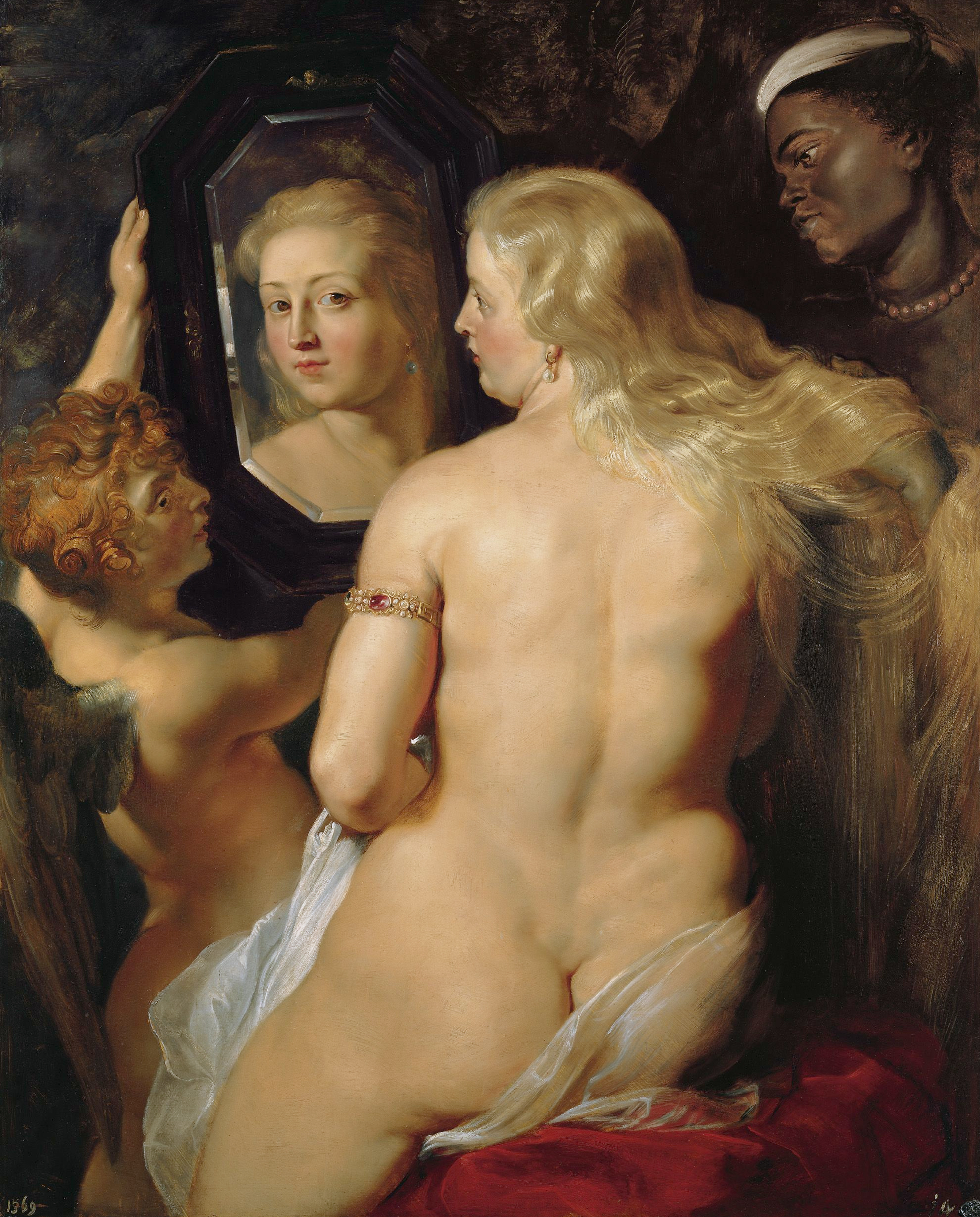
Venus vor dem Spiegel (Rubens, 1613/14)
Venus vor dem Spiegel (Tizian-Werkstatt, 1555)
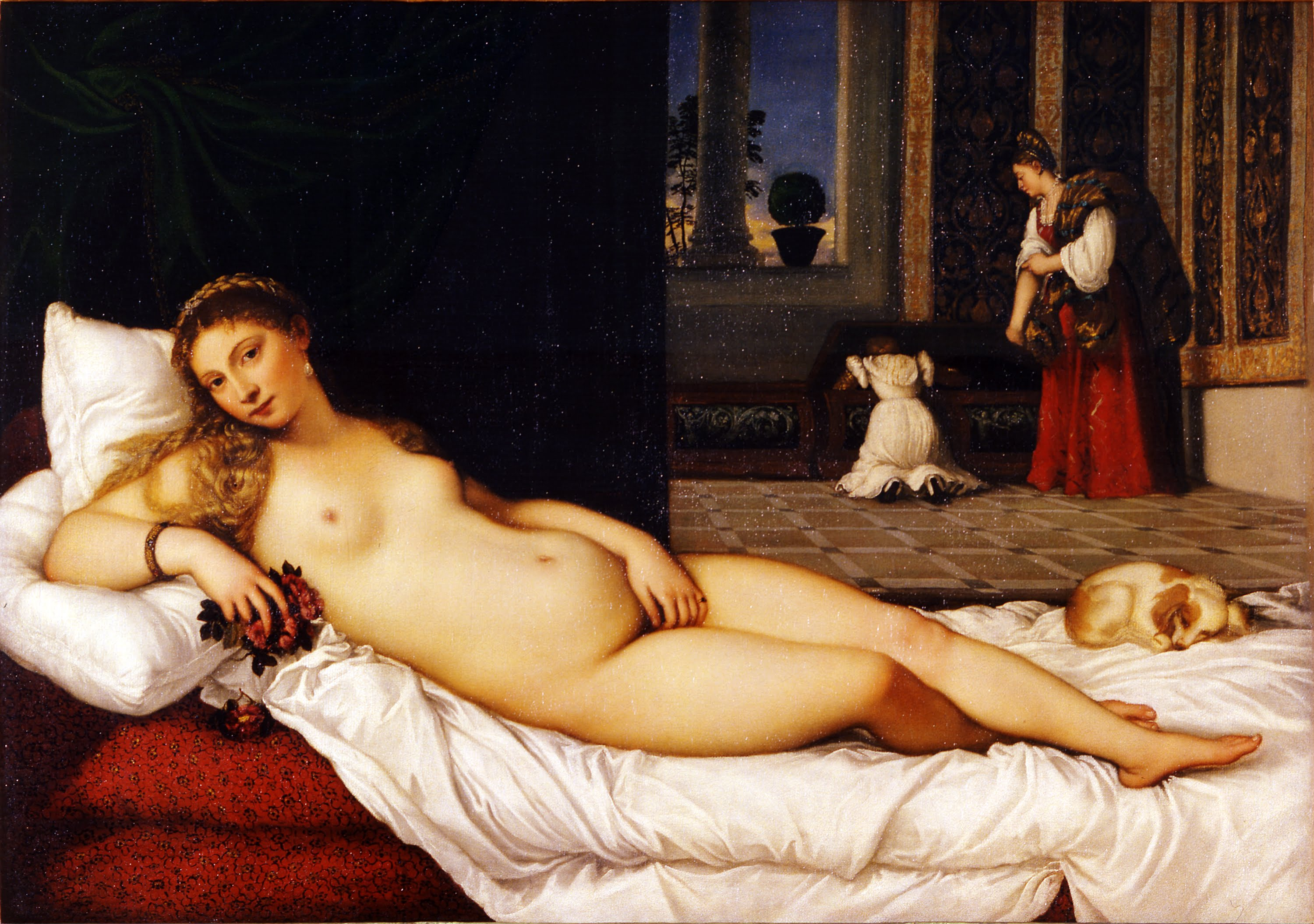
Venus von Urbino (Tizian, 1538)
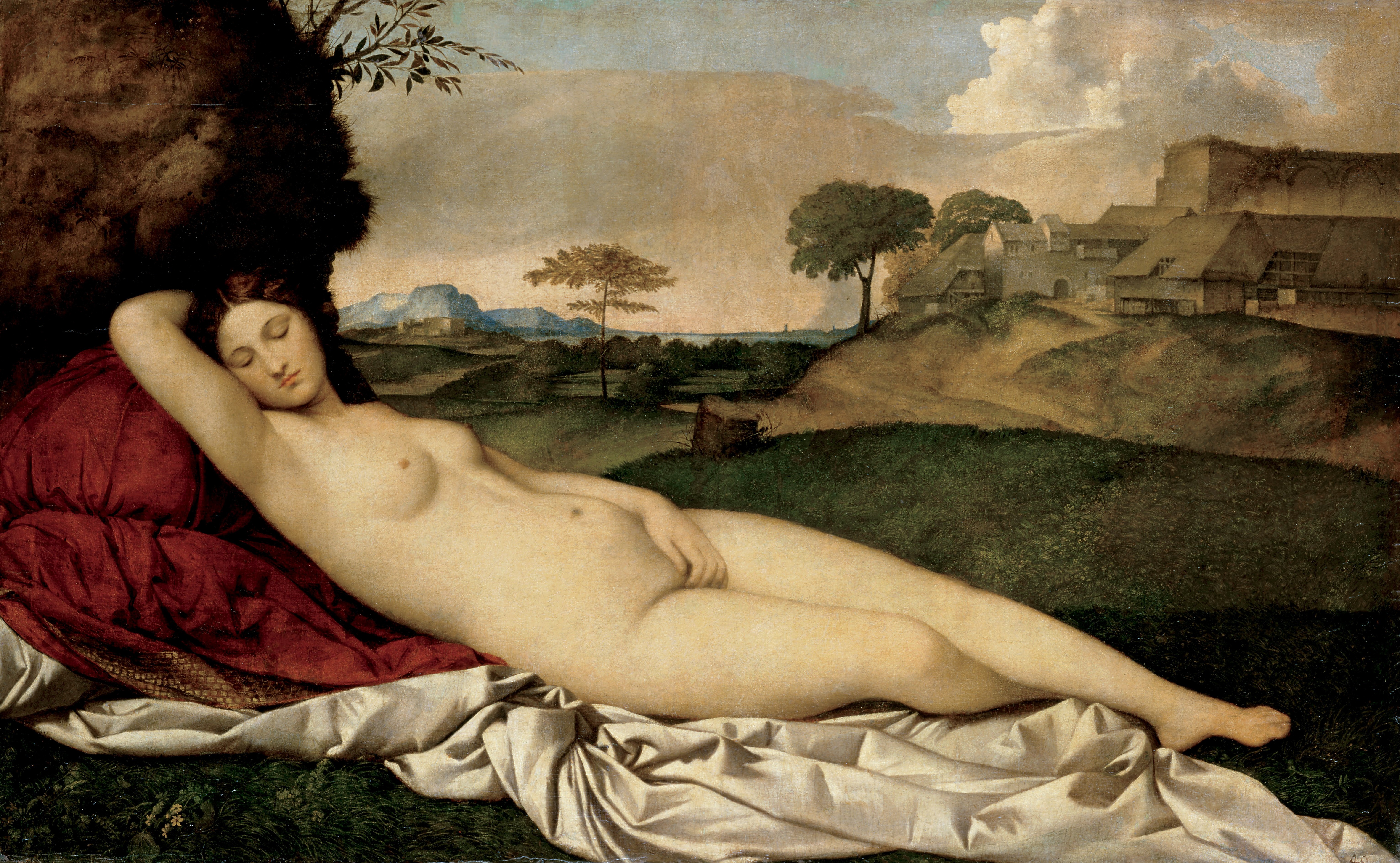
Schlummernde Venus (Giorgione, 1510)

### Detailbetrachtung
Der von der Bildmitte über den geschwungenen Rücken zum Kopf der liegenden Frau schweifende Blick des Betrachters fängt sich, ihrer Kopfwendung und angenommenen Blickrichtung folgend, im Spiegel, der ihr Gesicht zeigt, ihn anblickend. Doch die Unschärfe der Gesichtszüge lässt den Blick des Betrachters wieder zum zentralen Bildmotiv zurückkehren – der Venus Körper. Die Darstellung des Antlitzes der Venus war lange Gegenstand von Diskussionen: technisch recht nachlässig ausgeführt, mehr angedeutet als ausgearbeitet, scheint es im Vergleich zum übrigen Gemälde verschwommen oder verfremdet. Verblüffenderweise erscheint es im Spiegel größer, als zu erwarten wäre. Womöglich könnte der Betrachter es bei korrekter perspektivischer Wiedergabe gar nicht sehen – Amor hält den Spiegel so, dass dem Strahlengang nach nicht der Venus gerötete Wange, sondern ihre Scham dort reflektiert sein dürfte.
Die Annahme, dass Velázquez ursprünglich ein deutlich erkennbares Gesicht gemalt und dieses dann übermalt hätte, wurde inzwischen durch Röntgenaufnahmen der National Gallery widerlegt: Es gibt nur eine Farbschicht im Bereich des Spiegels. Auch die geometrische Position des Spiegels wurde in einem Experiment nachgestellt, um zu zeigen, dass man nicht das Gesicht sähe.

## Geschichte
Das Bild ist urkundlich das erste Mal 1651 erwähnt, als es Gaspar Méndez de Haro (1629–1687) gehörte. Es war als Gegenstück zu einem venezianischen Gemälde gedacht, das eine liegende Nymphe darstellt. Sie ist dem Betrachter zugewandt, ihr Kanapee steht im Freien, eine Umkehrung des Venus-Bildes. 1800 ging die Venus in den Besitz von Manuel de Godoy, erster Minister von Karl IV. von Spanien, über. Er war in der Position, es zwischen die (wahrscheinlich von ihm selber kommissionierten) Goya-Werke Die nackte Maja und Die bekleidete Maja hängen zu können.
1813 kam das Gemälde durch George Augustus Wallis nach England und wurde vom Abgeordneten John Morritt gekauft, der es in seinem Landhaus Rokeby Hall in Yorkshire, das der Venus ihren zweiten Namen geben sollte, aufhängte. 1906 musste es unter dem Druck von Erbschaftssteuern verkauft werden. Die National Gallery versuchte, es mit Mitteln aus ihrem neu gegründeten National Art Collections Fund (Nationaler Kunstsammlungsfond) zu kaufen. Es gelang nicht sofort, die geforderte Summe von 45.000 Pfund durch Spenden der Bevölkerung aufzubringen, aber König Edward VII. spendete 8.000 Pfund, was eine weitere Spendenwelle der Engländer auslöste. Die Summe war bald erreicht, der König wurde zum Schutzpatron des National Art Collections Fund.

## Beschädigung 1914
Am 10. März 1914 verübte die militante Suffragette (Frauenrechtlerin) und spätere Führerin der Frauensektion der British Union of Fascists (BUF) Mary Richardson in der National Gallery einen Anschlag auf das Gemälde, obwohl ein Sicherheitsbeamter nur für dieses eine Bild abgestellt worden war. Mit einem Fleischerbeil zerschlug sie das Glas und brachte dem freiliegenden Bild dann mehrere Schnitte bei. Anlass für den Anschlag war die tags zuvor erfolgte Verhaftung von Emmeline Pankhurst. In einer Erklärung an die Women’s Social and Political Union (WSPU) sagte sie später: “I have tried to destroy the picture of the most beautiful woman in mythological history as a protest against the Government for destroying Mrs Pankhurst, who is the most beautiful character in modern history” (deutsch: „Ich habe versucht, das Bild der schönsten Frau der mythologischen Geschichte zu zerstören, als Protest gegen die Regierung, die Mrs. Pankhurst zerstört, die schönste Gestalt der modernen Geschichte.“) In einem Interview 1951 fügte sie hinzu: “[I] didn't like the way men visitors gaped at it all day long” (deutsch: „[Ich] mochte die Art nicht, wie männliche Besucher den ganzen Tag draufglotzten.“) Das Gemälde wurde restauriert und wieder ausgestellt.

## Beschädigung 2023
Aus Protest gegen Pläne der britischen Regierung zur Erschließung neuer Ölfelder in der Nordsee schlugen zwei Klimaaktivisten der Gruppe Just Stop Oil am 6. November 2023 mit Nothämmern zehnmal auf das Sicherheitsglas vor dem Gemälde ein. Sie bezogen sich ausdrücklich auf den Anschlag von 1914. Die National Gallery teilte am folgenden Tag mit, die Oberfläche des Gemäldes habe minimale Schäden, mochte diese aber weder erläutern noch kommentieren; es befinde sich auf unbestimmte Zeit in der Restaurierung. Die beiden Aktivisten wurden wegen Beschädigung des Glases von der Polizei festgenommen. Durch die Zerstörung des Sicherheitsglases entstand ein Sachschaden von 6445 Pfund Sterling (mehr als 7000 Euro / Schweizer Franken). Vor dem Westminster Magistrates’ Court bekannten sich die 20- und 22-jährigen Schadensverursacher bezüglich der Sachbeschädigung für nicht schuldig. Sie wurden gegen eine bedingte Kaution bis zur Vorverhandlung am Southwark Crown Court freigelassen.